# بيراتيا
بيراتيا (االتركية: Peraia، اليونانية: Περάτεια) والتي تعني "مكان ما وراء [البحر]". كانت إقليمًا خارجيًا لإمبراطورية طربزون، والذي كان يضم مدينتي خيرسون وكرج في شبه جزيرة القرم والمناطق الداخلية منهما. من المحتمل أن المنطقة كانت تُدار أثناء الحكم البيزنطي من طرابزون قبل أن ينشئ الكومنين إمبراطورية منفصلة قبل أسابيع قليلة من نهب الصليبيين للقسطنطينية عام 1204.

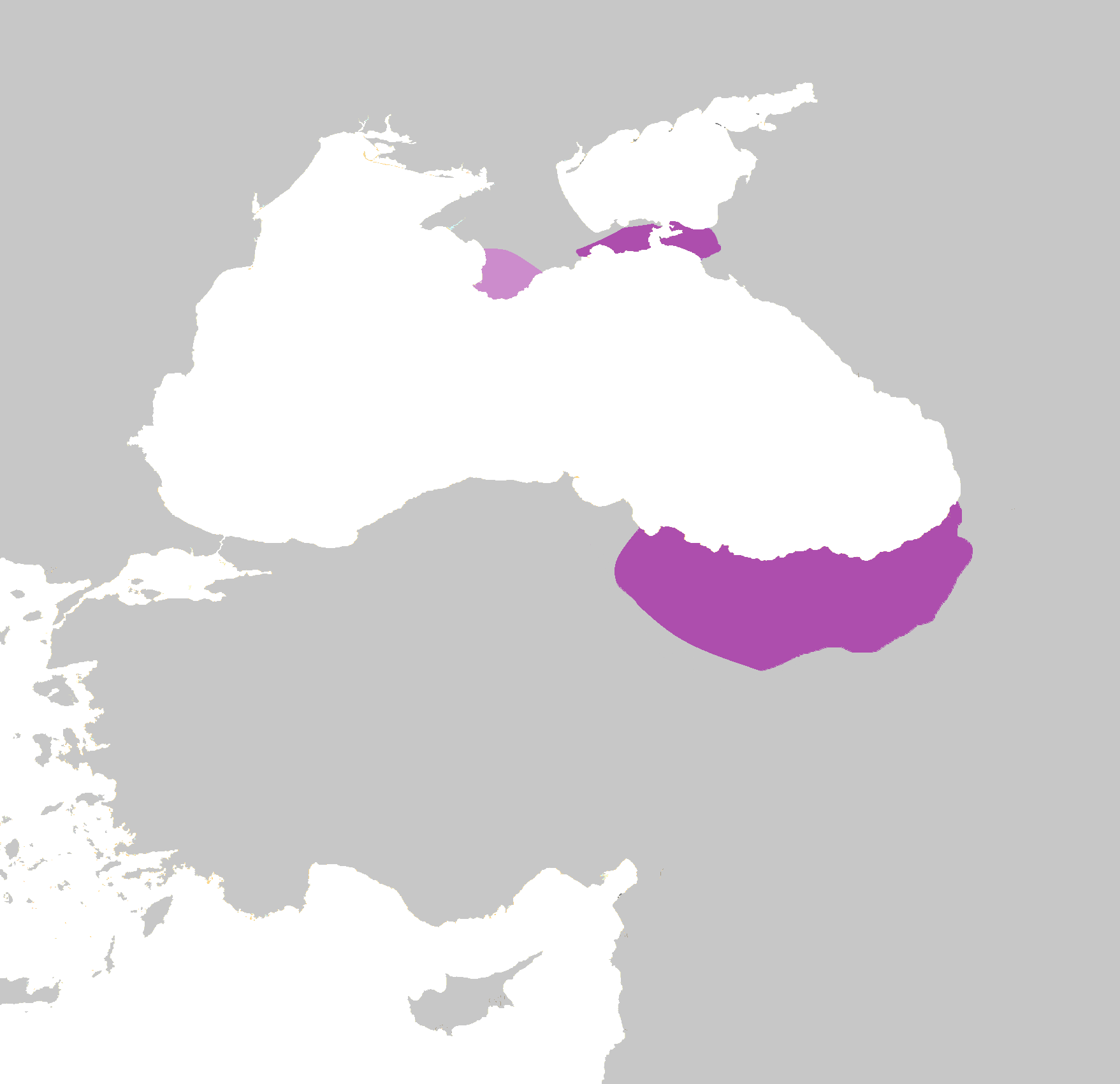
المناطق العليا تشكل بيراتيا

كانت سيطرة طربزون على بيراتيا ضعيفة منذ البداية تقريبًا، حيث تعرضت لضغوط من الجينويين والتتار بحلول وقت وفاة ألكسيوس الأول في عام 1222. وفي العام التالي، قام الأتراك السلاجقة بغارات على سواحل بيراتيا، وبنوا حصن سوداق لمحاولة توجيه تجارة القرم من طرابزون إلى سينوب التي يسيطر عليها السلاجقة. بعد ذلك، أصبحت المنطقة تحت إدارة عائلة غابراس، أقطاب طربزون والذين أسسوا فيما بعد إمارة ثيودورو.

## روابط خارجية
- نبذة تاريخية عن إمارة ثيودورو (مانجوب)